# Alessandra Ambrosio
Alessandra Corine Ambrósio (izg. aleˈsɐ̃dɾɐ ɐ̃ˈbɾɔzju), brazilski fotomodel, * 11. april 1981, Erechim, Rio Grande do Sul, Brazilija.
Alessandra Ambrosio je najbolje prepoznavna po svojem delu za Victoria's Secret. Izbrali so jo tudi za prvo govornico njihove modne linije »PINK«. Trenutno je Alessandra Ambrosio ena od Victorijinih angelčkov, delala pa je tudi za brande, kot so Next, Armani Exchange, Christian Dior in Ralph Lauren.
Alessandra Ambrosio je ambasadorka nacionalnega društva za multiplo sklerozo. Spletna stran AskMen.com ji je leta 2008 dodelila drugo mesto na »99 najbolj poželjivih žensk«.

## Zgodnje življenje
Alessandra Corine Ambrósio se je rodila v Erechimu, Brazilija. Poleg brazilskih ima tudi italijanske in poljske korenine. Njeni starši so imeli v lasti bencinsko črpalko. Pri dvanajstih je pričela obiskovati učne ure manekenstva in pri štirinajstih je bila ena od dvajsetih finalistov na elitnem brazilskem manekenskem tekmovanju. Alessandra Ambrosio je bila vedno negotova zaradi svojih velikih ušes in pri enajstih so ji jih s kozmetično operacijo zmanjšali; dve leti kasneje je utrpela komplikacije zaradi operacije. Leta 2006 je v oddaji The Tyra Banks Show dejala, da je bila ta operacija zelo slaba izkušnja in da se ravno zaradi tega nikoli več ni odločila zatekati k plastični kirurgiji.

## Kariera

### Manekenska kariera
Pri dvanajstih je pričela obiskovati učne ure manekenstva in pri petnajstih je pričela delati za Dilsona Steina. Ko je zmagala na brazilskem tekmovanju Elite Model Look, se je pričela z manekenstvom ukvarjati tudi poklicno. Njeno prvo pomembnejše delo je bilo fotografiranje za naslovnico brazilske različice revije Elle. Založba Elite ji je priskrbela delo za Polaroidsove oglase Guess, zaradi katere so jo najeli za kampanjo Millennium GUESS?. Nato se je pojavila v reklamah za brande Revlon, Christian Dior, Giorgio Armani in Ralph Lauren, ter se pojavila na koledarju Pirelli. Nastopila je na modnih revijah, na katerih je nosila obleke znamk Prada, Chanel in Oscar de la Renta. Pojavila se je tudi na naslovnicah mnogih mednarodnih revij, kot so Cosmopolitan, Elle, GQ, Harper's Bazaar, Marie Claire, Ocean Drive in Vogue. Leta 2006 je postala prva manekenka, ki se je pojavila na naslovnici ameriške revije Glamour.
Leta 2004 je Alessandra Ambrosio izdala lastno linijo kopalk, imenovano Alessandra Ambrosio by Sais, ki jo je izdala preko podjetja Rosa Chá. Že samo po prvem mesecu dni od izida so prodali 10.000 artiklov iz linije.
Alessandra Ambrosio je nekaj časa delovala kot obraz britanskega podjetja Next in zaigrala v njihovi prvi televizijski kampanji po dvanajstih letih.
Julija 2009 se je pojavila na naslovnici revije Marie Claire, nato pa se je poleg Sache Barona Cohena pojavila na veliko prireditvah, organiziranih v sklopu promocije filma Brüno (2009).
Alessandra Ambrosio je obraz brazilskega branda s športnimi oblačili, Colcci, za katerega je Ashtonom Kutcherjem tudi posnela oglas. Revija Forbes ji je dodelila peto mesto na svojem seznamu najbolje plačanih manekenk na svetu, saj naj bi med letoma 2010 in 2011 zaslužila 5 milijonov $.
Oktobra 2011 je Alessandra Ambrosio pričela pisati blog za revijo Vouge in v njem komentirala svojo garderobo ter en mesec vsak dan objavila po eno fotografijo same sebe. 13. avgusta 2012 je pojavila na zaključni prireditvi poletnih olimpijskih igrah 2012.

#### Victoria's Secret
Leta 2004 so Alessandro Ambrosio izbrali za govornico modne kolekcije »PINK« Victoria's Secret. Leta 2005 je nastopila na modni reviji Victoria's Secret, kjer je nosila spodnje perilo, narejeno samo iz sladkarij. Leta 2008 je ponovno nastopila na modni reviji Victoria's Secret, kjer je nastopila le tri tedne po rojstvu njenega prvega otroka. Leta 2011 je na modni reviji nastopila z najtežjimi krili v zgodovini; tehtala so skoraj štirinajst kilogramov.

### Televizija in film
Alessandra Ambrosio se je mnogokrat pojavila na televiziji; med drugim je zaigrala v HBO-jevi televizijski seriji Priskledniki, v oddajah The Late Late Show with Craig Kilborn in Late Night with Conan O’Brien ter kot gostovalna sodnica oddaje Project Runway season 2: Team Lingerie in dvakrat v oddaji The Tyra Banks Show. Leta 2006 se je za kratek čas pojavila v finančno izredno uspešnem filmu Casino Royale v vlogi tenisačice #1.
Alessandra Ambrosio se je 26. novembra 2007 pojavila v oddaji Kako sem spoznal vajino mamo, natančneje v epizodi »The Yips«, kjer so poleg nje zaigrali še drugi Victorijini angelčki Adriana Lima, Selita Ebanks, Marisa Miller, Miranda Kerr in Heidi Klum.

### Javna podoba
Alessandro Ambrosio so pogosto označili za eno od najprivlačnejših žensk na svetu. Maja 2007 jo je revija People uvrstila na svoj seznam »100 najlepših ljudi na svetu«.

## Osebno življenje
Alessandra Ambrosio je od leta 2008 zaročena s poslovnežem Jamiejem Mazurom. Par ima dva otroka, hčerko Anjo Louise Ambrosio Mazur (roj. 24. avgust 2008) in sina Noaha Phoenixa Ambrosia Mazurja (7. maj 2012).
Je tudi ambasadorka nacionalnega društva za multiplo sklerozo.